# Relações entre Austrália e Rússia
As relações entre Austrália e Rússia remontam a 1807, quando o navio de guerra russo Neva chegou a Sydney como parte de sua circunavegação no mundo. As relações consulares entre a Austrália e o Império Russo foram estabelecidas em 1857. As relações diplomáticas entre a Austrália e a União Soviética foram estabelecidas em 1942 e a primeira embaixada australiana foi aberta em 1943. Atualmente, as relações entre os dois países se deterioraram severamente após o envolvimento da Rússia na Ucrânia, bem como o suspeito envolvimento no Voo 17 da Malaysia Airlines, que matou 38 australianos. As relações foram testadas quando Putin chegou à 9.ª cúpula do G20 em Brisbane, Queensland, entre relatos de navios de guerra russos se aproximando nas águas australianas.  De acordo com uma pesquisa do Pew Research Center de 2017, 37% dos australianos tinham uma visão favorável da Rússia, com 55% expressando uma visão desfavorável.